# Енрико Јосиф
Енрико Јосиф (Београд, 1. мај 1924 — Београд, 13. март 2003) био је српски композитор, педагог, музички писац и академик Српске академије наука и уметности јеврејскога порекла. Био је познат као србофил, често истичући да су Срби и Јевреји вековни пријатељи. Он је сковао чувену изреку да су Срби небески народ.

## Биографија
Рођен је 1. маја 1924. године у јеврејској породици у Београду. Његов отац, Моша Јосиф, рођени Београђанин, био је трговац, заступник италијанских и немачких предузећа, драмски писац-аматер. Мајка Софија (рођ. Фахри), из богате земунске породице, одшколована је у швајцарском женском институту. Стекавши добро знање страног језика, радила је као преводилац и постала члан угледног међународног ПЕН клуба. Значајни су њени преводи песама српских песника на немачки језик. Бројни интелектуалци, попут Јована Дучића и Милоша Ђурића, били су јој сарадници и познаници.
У породици Јосиф музика је брижљиво негована. Мајка је свирала клавир, док је отац гајио посебну наклоност према оперској уметности. Иако су желели да своја оба сина, Енрика и млађег Алберта, пошаљу на студије музике, родитељи су рано препознали посебну Енрикову обдареност. Убрзо су му обезбедили првог, приватног учитеља музике, композитора и диригента Владислава Гринског, уз кога је Енрико написао своје прве композиције.
Отац му је умро 1937. године, а непосредно пред почетак бомбардовања Београда (1941), породица је отишла у Сарајево, одакле су, преко Дубровника, Сплита и Корчуле прешли у Италију. Тамо су, непрогањани, остали до 1943, а потом су се преселили у Швајцарску.
По завршетку рата Енрико Јосиф је наставио прекинуто школовање у Београду и матурирао у Првој београдској гимназији. Студирање је започео на Медицинском факултету, али је ову област убрзо напустио определивши се за студије на Музичкој академији у Београду. Као студент Миленка Живковића на Одсеку за композицију дипломирао је 1954. године. У периоду од 1961. до 1962. боравио је у Риму на студијском усавршавању. Педагошки рад је започео као наставник у Нижој музичкој школи „Војислав Вучковић“ (1955–1956) и Средњој музичкој школи „Корнелије Станковић“ (1955–1957). На Музичкој академији пратио је рад свог професора Живковића најпре као асистент (од 1957), а након изненадне професорове смрти (1964) наследио је Живковићево место на Одсеку за композицију. Следеће године (1965) изабран је за доцента, а потом за ванредног (1970) и редовног професора (1976). Као редовни професор радио је до одласка у пензију (1989). У његовој класи су се школовале значајне стваралачке личности српске музике, као што су: Ингеборг Бугариновић, Ксенија Зечевић, Мирослав Штаткић, Вук Куленовић, Ивана Стефановић и многи други.
У периоду 1967–1968 био је председник Удружења композитора Србије. Као врсни интелектуалац, изабран је најпре за дописног (25. априла 1991), а потом за редовног члана САНУ (26. октобра 2000).
Аутор је легендарне крилатице „Срби су небески народ“. Јосиф је често истицао стих из Старога завјета (Танах) да је Бог мислио да ће преко Срба да се обрати Јеврејима.
Преминуо је у Београду 13. марта 2003.

## Композиторска делатност
Енрико Јосиф је успешно компоновао већ као студент (Четири скице за клавир, Импровизација на народну тему за гудачке инструменте, Sonata brevis за клавир, гудачки квартет Quartetto lirico, Исечак за рецитатора, сопран и клавир четвороручно, Simfoniettа), а плодан стваралачки рад пратио је и његове педагошке активности. У Јосифовом опусу заступљена су жанровски разноврсна дела: солистичка, камерна, хорска, оркестарска, вокално-инструментална, као и филмска музика.
Осим афинитета према савременом (мада не и авангардном) изразу, уочена је композиторова наклоност према звучном свету барока и ранијих епоха, о чему осим композиционих поступака сведоче и називи појединачних дела: Sonata antica, Oratorio profano da camera, Frescobaldiana, Sinfonia ricercar. У појединим Јосифовим остварењима видљиви су обриси националног музичког језика, као и импресионистичке стилске црте (Рустикон, Лирска симфонија).
Посебан, индивидуални печат Јосифовим делима даје оригинална мелодијска инвенција и особени инструментални колорит. Према уметниковим речима, „песменост“, изражена мелодиозност, била је једна од најзначајнијих одлика његовог музичког стила. Јосиф је клицу развоја свих својих музичких мисли означавао појмовима „гласа“, „унутрашњег певања“, „песмености“. Укупни Јосифов приступ уметности и стварању био је дубоко проткан филозофском, поетском димензијом. Она је препознатљива и у већини наслова Јосифових дела (Казивања, Дозивања, Сновиђења, Песмена говорења, У знамен времена, Ватрења, Птицо, не склапај своја крила, Слободишта).

## Музичка критика
Особени Јосифов уметнички сензибилитет уочљив је и у његовим музичким критикама. Коментаришући појединачна музичка дела, композиторске опусе, достигнућа познатих музичких интерпретатора и одабрана концертна извођења, Јосиф је упечатљиво указивао на значај безусловног и потпуног саживљавања са уметничким делом. Упоређивао је вишеслојност музичког ткива са сложеношћу самог људског бића, а „тонско откривање тајне бескраја настајања и развоја“ прогласио најузвишенијом сврхом музичке уметности. Писао је богатим, еруптивним језиком са несвакидашњим, често и сасвим новим кованицама.

## Религиозно-филозофски погледи
У разноврсним Јосифовим исказима изражена је његова дубоко емоционална, филозофска и духовна, религиозна природа. Несумњиво је да су на њу значајно утицали и религиозно-филозофски погледи Фјодора Достојевског, Николаја Берђајева и Мартина Бубера, мислилаца чије је записе Јосиф проучавао у младости и у зрелим годинама. У својим „казивањима“, Јосиф је говорио о духовном животу, својим првим сусретањима са Библијом, размишљањима, односу према Богу и према људима. Привлачиле су га старозаветне, јеврејске, али и новозаветне теме. Био је занесен човекољубивом идејом о „загрљају свих људи“. Нарочито замишљен над мотивима патње и страдалништва, уочавао је појединости, али и специфичне паралеле између судбине српског и јеврејског народа; инспирисан „општом људском трагедијом отуђеног човека“, приступио је и компоновању сценског летописа Смрт Стефана Дечанског.
Упркос томе што је одбијао штампање и јавно објављивање својих говора и записа, појединачни сачувани извори сведоче о Јосифовим размишљањима, његовој животној и уметничкој инспирацији. Међу њима су бројни интервјуи објављени у дневној и периодичној штампи, као и збирка Јосифових казивања „Пророк стаду каменом“, на основу магнетофонских снимака, сачинио Владета Р. Кошутић 1990. године и друго издање 2005. године.

## Књига о Миленку Живковићу
Седамдесетих година 20. века, на предлог Одељења ликовне и музичке уметности САНУ, Енрико Јосиф је написао монографију о свом професору Миленку Живковићу. Залагањем Јосифове удовице, Вере Јосиф, и београдског рабина Исака Асиела, рукопис је након двадесет година приређен за штампу. Монографија је објављена 2009. године, у издању САНУ, уз додатак са основним информацијама о издању који је приредио уредник, академик Дејан Деспић.

## Награде
- Седмојулска награда Србије (1960) за Концерт за клавир и оркестар
- Шестоаприлска награда града Сарајева (1962) за музику за филм Сарајевска хагада
- Октобарска награда Београда (1965) за Симфонију у једном ставу
- Награда жирија Југословенске радио-телевизије (1967) за Три псалма
- Награда Радио-Београда (1969) за музику у радио-драми Ломача
- Стеријина награда (1970) за музику за драму Омер и Мерима
- Награда Петар Коњовић (1971) за балет Птицо, не склапај своја крила
- Награда жирија Југословенске радио-телевизије (1971) за Записе за дувачки квинтет
- Награда Телевизије за музику писану за Височку хронику
- Орден заслуга за народ са сребрним зрацима (1972)
- Плакета Народног позоришта у Београду

## Дела

### Солистичка, инструментална
- , за клавир (1949)
- Четири скице, за клавир (1957)
- Четири приче, за клавир (1957)
- Три псалма, за клавир (1966)
- Казивања, за кларинет (1981)
- , за чембало
- Балада, за флауту
- Псалмодија, за флауту
- Знакови, за контрабас
- Монолог, за виолину

### Камерна
- Импровизација на народну тему, за 14 дувачких инструмената (1949)
- Гудачки квартет (1953)
- Сновиђења, за флауту, харфу и клавир (1964)
- Хамлет, за флауту, чембало, харфу и виолу да гамба (1969)
- Записи, за дувачки квинтет (1969)
- Ватрења, за клавир, виолину и виолончело (1972)
- Дозивања, за хор флаута, две трубе и харфу (1982)
- Концертантна пародија, за виолину и клавир
- Дивертименто за дувачки квинтет
- , за дувачки квинтет
- , за две флауте и харфу
- Монодија, за флауту и харфу
- Знакови, за флауту, хор флаута, чембало и виолончело
- Песмена говорења, за флауту, хор флаута и виолончело
- Епски напев, за хор флаута и виолончело
- У знамен времена, за хор флаута, две трубе, тромбон, две хорне, два фагота, виолу, виолончело

### Хорска
- Додолска, за мушки хор

### Оркестарска
- Свита (1950)
- Симфонија (1953–54)
- (1954)
- , за клавир и оркестар (1955)
- Лирска симфонија, за четири флауте, харфу и гудачки оркестар (1956)
- Из осаме (1957)
- Интродукција (1961)
- Симфонија у једном ставу – Моноптих (1964)
- Концерт за клавир и оркестар (1959)
- (1968)
- Концерт за клавир и оркестар (1974)
- Вучићевци и Књажевци, за инструментални ансамбл
- , за виолину и оркестар

### Вокално-инструментална
- Циклус песама за сопран и клавир (1954)
- Исечак, за рецитатора, сопран и клавир четвороручно (1954)
- , за сопран, рецитатора, челесту, клавир и удараљке (1956)
- Смрт Стефана Дечанског, мотети за рецитатора, солисте, мешовити хор и 16 инструмената (1956)
- Песма над песмама, за женски хор и мали инструментални ансамбл (1957)
- Рустикон, за алт, мешовити хор и оркестар (1962)
- Химна Дунаву, за глас и дувачки квинтет
- На водама Бабилонским, за глас, флауту и харфу
- Песма, за глас, флауту и харфу
- Камени спавач, за глас и оркестар
- Непокорени град, ораторијум
- Слободишта, кантата

### Сценска
- Смрт Стефана Дечанског, сценски летопис за рецитатора, хор и оркестар (1970)
- Птицо, не склапај своја крила, балет (1970)

### Музика за филм
- Десант на Дрвар (1963)
- Вртлог (1964)
- Ко пуца отвориће му се (1965)
- Опатица и комесар (1968)
- Сарајевска хагада

### Музика за радио драме
- Ломача
- Омер и Мерима